# Red Mesa, Arizona
Red Mesa je naseljeno područje za statističke svrhe u američkoj saveznoj državi Arizona. Prema popisu stanovništva iz 2010. u njemu je živjelo 480 stanovnika.